# Varathron
Varathron – grecki zespół blackmetalowy charakteryzujący się ciężkim brzmieniem, powolnym rytmem i chrapliwym growlingiem.

## Życiorys
Zespół powstał w 1989 roku z inicjatywy muzyków o pseudonimach Necroabyssious, Mutilator, Captain Death oraz John. Pierwszym nagraniem zespołu było demo Procreation of the Unaltered Evil. Dwa lata później wydali kolejne demo pt. Genesis of Apocryphal Desire. Obydwie te taśmy zespół wyprodukował własnym sumptem i przeszły do historii jako legendy muzyki blackmetalowej. W miesiąc po wydaniu Genesis of Apocryfical Desire zespół z pomocą wydawnictwa Black Vomit Records wydał swój pierwszy oficjalny winyl pod tytułem One Step Beyond Dreams.
W roku 1992 Varathron wraz z Necromantią wydają wspólny album o tytule Black Arts Lead to Everlasting Sins. Dzięki temu wydawnictwu Varathron otrzymuje wiele ofert kontraktów od rozmaitych wytwórni płytowych. Jedną z nich jest duńska Cyber Music, pod szyldem której wydana została pierwsza oficjalna płyta zespołu His Majesty at the Swamp. Choć została ciepło przyjęta przez fanów, zespół nie był zadowolony z wytwórni, która nie potrafiła zapewnić mu należytej promocji. Efektem tego było podpisanie w 1994 roku, wraz z zespołem Necromantia, kontraktu z Unisound. Na splicie znalazły się dwa dodatkowe utwory (względem poprzedniego splitu).
Rok 1995 przynosi nowy pełnometrażowy album zespołu nazywający się Walpurgisnacht. Przez dwa następne lata zespół z powodu braku propozycji od wytwórni nie wydaje żadnego albumu. W roku 1997 Varathron wydaje składankę Genesis of Apocryphal Desire, na której znajdują się dwa pierwsze dema oraz kilka niepublikowanych wcześniej utworów. W 1999 roku zespół przy współpracy z polskim Pagan Records wydał nowy mini-cd pod tytułem The Lament of Gods. Zaś w 2000 nastąpiło wznowienie debiutu Varathron - z nową okładką, zawierającego jeden dodatkowy utwór.
W 2004 roku grupa wydała pierwszy od 9 lat pełny album, Crowsreign. 
W 2009 Varathron powrócili z płytą Stygian Forces of Scorn, a po kolejnej 5-letniej przerwie – z Untrodden Corridors of Hades.

## Skład zespołu

### Aktualni członkowie
- Stefan Necroabyssious – śpiew (od 1988)
- Bill (Crazy Wizard) – instrumenty klawiszowe (1995)
- Achilleas – gitara elektryczna, gitara basowa
- Haris – perkusja

### Byli członkowie zespołu
- John – gitara elektryczna (1988–1992)
- Stavros – gitara elektryczna (1990–1992)
- Jim Necroslaughter – gitara elektryczna (1992–1993)
- Pyrphoros – gitara elektryczna, gitara basowa (1994)
- Jim Mutilator – gitara basowa (1988–1993)
- Adrastos – instrumenty klawiszowe (1994–1995)
- Captain Death (Spyros) – perkusja (1988–1989)
- Themis – perkusja (1990–1992)
- Sotiris – gitara elektryczna podczas koncertów
- Apostolis – gitara basowa podczas koncertów

## Dyskografia

### Albumy studyjne
- His Majesty at the Swamp – (1993)
- Walpurgisnacht – (1995)
- Crowsreign – (2004)
- Stygian Forces of Scorn – (2009)
- Untrodden Corridors of Hades – (2014)
- Varathron – Patriarchs Of Evil (2018)

### Minialbumy
- One Step Beyond Dreams – (1991)
- The Black Arts – (1992)
- Black Arts Lead to Everlasting Sins – (1994)
- The Lament of Gods – (1998)

### Kompilacje
- Genesis of Apocryphal Desire – (1997)
- Varathron 1989/1991 – (2004)

### Demo
- Procreation of the Unaltered Evil – (1989)
- Genesis of Apocryphal Desire – (1991)
- Sarmutius Pegorus Promo – (1997)
- Live at the Swamp – (2004)